# 颶風朱莉婭 (2022年)
颶風朱莉婭 （英語：Hurricane Julia）是一埸造成重大損失的颶風，在2022年10月以薩菲爾-辛普森颶風等級下的一級颶風的強度影響中美洲。朱莉婭是2022年大西洋颶風季的第10個被命名風暴和第5個颶風。

## 氣象歷史
10月2日。，美國國家颶風中心開始監測大西洋中部的一股東風波。10月4日，該東風波在接近向風群島南部時，形成一還流廣闊的低壓區。由於該系統對加勒比海南部地區構成威脅，美國國家颶風中心因此將其定義為潛在熱帶氣旋，並給予編號13L。

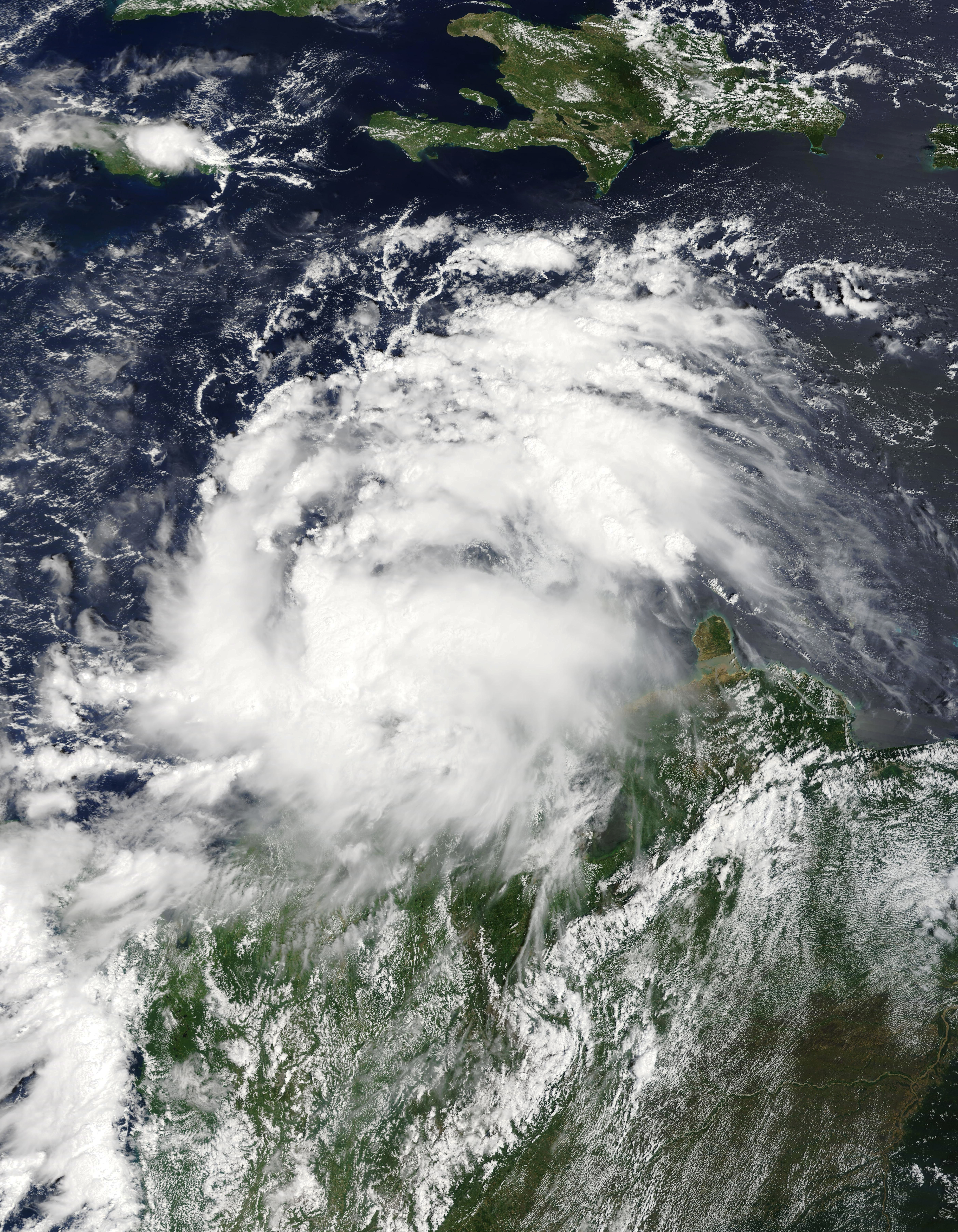
10月7日，位於瓜希拉半島上空的朱莉婭

10月7日午夜12時，該低壓區於委內瑞拉海岸附近增強為熱帶低氣壓。數小時後，該系統分別穿過巴拉瓜納半島和瓜希拉半島。在此期間，系統的中心不斷有深層對流發展，隨後增強為熱帶風暴，並命名朱莉婭（Julia） 。當日下午，受惠於垂直風切變偏低的優良環境下，朱莉婭開始逐漸增強，發展出緊密的中心密集雲團。10月9日午夜12時，朱莉婭於尼加拉瓜海岸以東約130公里處達到薩菲爾-辛普森颶風等級下的一級颶風的強度。並在當日早上7時於尼加拉瓜珍珠舄湖附近海岸登陸，最高持續風速每小時140公里。。
朱莉婭在登陸後逐漸減弱為熱帶風暴的強度，但中心仍保持明確的環流和深層對流。10月9日晚上，朱莉婭於尼加拉瓜西岸出海，進入東太平洋區域，美國國家颶風中心因此將其重新編號為18E。10月10日，朱莉婭減弱為熱帶低氣壓，並在當日晚上完全消散，其殘餘隨後數天後被熱帶風暴卡爾吸收。

## 影響
| 國家               | 死亡人數 | 損失 (USD) |
| ------------------ | -------- | ---------- |
| 委內瑞拉           | 54*      | 未知       |
| 哥倫比亞           | 0        | 未知       |
| 尼加拉瓜           | 5        | >$4億      |
| 洪都拉斯           | 4        | 未知       |
| 薩爾瓦多           | 10       | 未知       |
| 危地馬拉           | 14       | 未知       |
| 哥斯達黎加         | 0        | 未知       |
| 巴拿馬             | 2        | >$600萬    |
| 總計:0             | 89       | >$4.06億   |
| * 包含間接死亡人數 |          |            |

### 南美洲

#### 委內瑞拉
雖然朱莉婭影響委內瑞拉時仍然為熱帶低氣壓的強度，但仍為當地大部分地區帶來暴雨和洪水，造成至少54人死亡，數十人失蹤。

#### 哥倫比亞
朱莉婭以颶風強度在聖安德列斯島南方掠過，造成至少174所房屋被摧毀，5247所房屋和一個醫療中心受損。

### 中美洲

#### 尼加拉瓜
朱莉婭造成至少100萬人停電，並逼使13,000個家庭撤離。

## 外部連結
- 颶風朱莉婭公告存檔（大西洋區域） （页面存档备份，存于）
- 熱帶風暴朱莉婭公告存檔（東太平洋區域） （页面存档备份，存于）